# Tatjana Om
Tatjana Om (njem. Tatjana Ohm; Berlin, 9. novembar 1969) nemačko-bosanskohercegovačka je televizijska voditeljka.

## Život
Rođena je u Berlinu (Istočna Nemačka), a odrastala je sa bakom u Zenici (SFR Jugoslavija). Od 1992. do 1993. godine Omova je, između ostalog, obavljala pripravnički staž za TV kanale RTL i VOX. Od 1994. godine šest meseci radila je uz nemački konvoj — ekumensku mrežu u Mostaru i srednjoj Bosni. Do 1995. preuzela je mesto voditeljke studija u Frankfurtu na Majni za redakcioni biro. Između 1995. i 1998. Tatjana Om je radila kao dopisnica u Varšavi (Poljska) i, između ostalog, izveštavala za televizijske kanale MDR, Sat.1 i RTL. Kao šef dužnosti između 1998. i 1999. radila je za Sat.1 produkcije Blic i Blicliht . Od 1999. do 2002. Omova je izveštavala za Sat.1 u Singapuru / jugoistočnoj Aziji i, pored toga, iz kriznih područja Indonezije i Filipina. Godine 2001. javljala se iz Pakistana i Avganistana. Tatjana Om je bila voditeljka u Berlinu na kanalu vesti VELT od 2002. godine (Ranije N24) — VELT Nahrihten. Od februara 2011. godine glavna je voditeljka VELT-a.

## Spoljašnje veze
- Tatjana Om na sajtu